# 峨眉紫菀
峨眉紫菀（学名：Aster veitchianus）是菊科紫菀属的植物，是中国的特有植物。分布在中国大陆的四川等地，生长于海拔800米至2,400米的地区，多生在山坡阴湿地或溪边，目前已由人工引种栽培。

## 异名
- Aster veitchianus Hutch. et Drumm. f. yamatzutae (Matsuda) Ling